# 費爾干納州
費爾干納州是烏茲別克十二個州份之一。它涵蓋6,800平方公里，有人口2,597,500。費爾干納州下轄15個縣，首府設於費爾干納市。行政區擁有幾個被吉爾吉斯包圍的飛地，分別為上索克區、下索克區、Shohimardon等地。

## 地理位置
費爾干納州位於烏茲別克東部。它與以下州份或國家相連（從北開始逆時針）：納曼干州、塔吉克、吉爾吉斯、安集延州。公路全長3,000公里，另外鐵路200公里。